# Walther Naumann zu Königsbrück
Bruno Robert Walther Naumann zu Königsbrück (* 2. Mai 1874 in Dresden; † 2. Februar 1944 in Königsbrück) war ein sächsischer Unternehmer und Politiker.

## Leben und Wirken
Naumann war bürgerlicher Herkunft, ließ sich aber zu Königsbrück ansprechen. Nach Erwerb der Standesherrschaft Königsbrück nannte sich sein Vater Bruno Naumann zu Königsbrück. Dieser Titel war kein offizieller Adelstitel.
Das Studium der Staatswissenschaften schloss Naumann mit der Promotion zum Dr. phil. ab. Danach hielt er sich längere Zeit in Australien und Asien auf. Nach dem Tod des Vaters 1903 erbte er als einziger Sohn dessen Grundbesitz, den er fortan verwaltete. 1908 kaufte er das Rittergut Tauscha hinzu. Hingegen veräußerte er 1907 das zur Standesherrschaft gehörende Forstrevier Königsbrücker Heide an das Deutsche Reich, das dort den Truppenübungsplatz Königsbrück errichten ließ.
Als Standesherr von Königsbrück wurde Naumann nach dem Tod seines Vaters 1903 Abgeordneter in der I. Kammer des Sächsischen Landtags. Das Recht und die Verpflichtung zur Vertretung des Besitzes in der Ständeversammlung endete durch die Novemberrevolution 1918 und wurde endgültig durch die Verfassung des Freistaates Sachsen von 1920 aufgehoben. Auch seinen Sitz in den Oberlausitzer Provinzialständen als Standesherr verlor er dann.
Naumann lebte zunächst in Lipsa und bewohnte mit seiner Familie ab 1917 Teile des Königsbrücker Schlosses. Sohn Eberhard Naumann zu Königsbrück war Wissenschaftler im Bereich der Landwirtschaft. Eberhards jüngster Sohn war der Zoologe Clas Michael Naumann zu Königsbrück.